# Конский каштан жёлтый
Ко́нский кашта́н жёлтый, или Конский каштан восьмитычи́нковый (лат. Aesculus flava) — вид деревьев из рода Конский каштан семейства Конскокаштановые. Произрастает в Северной Америке.

## Ботаническое описание

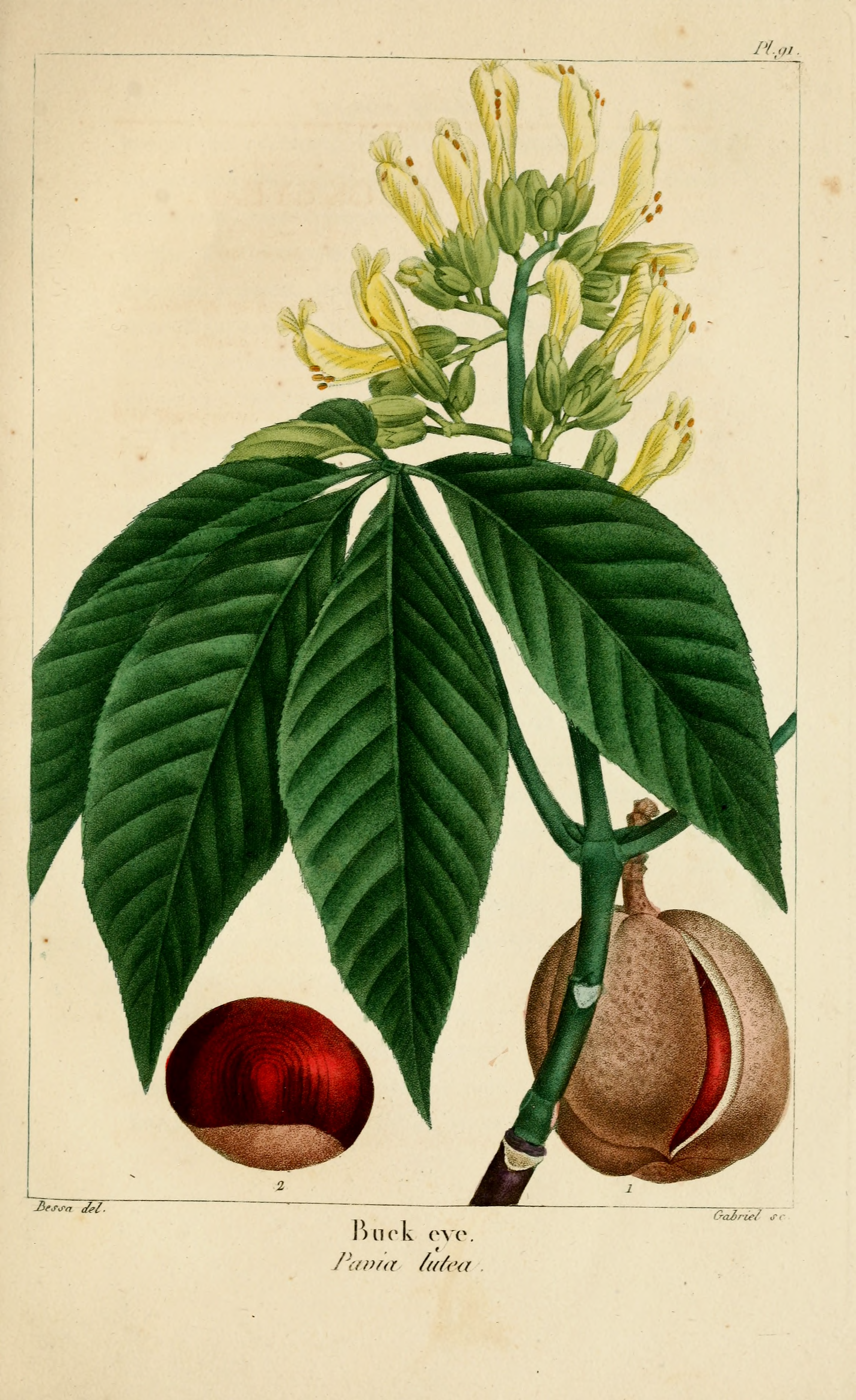
Ботаническая иллюстрация из книги The North American Sylva

Листопадное дерево высотой 20—30 метров, иногда до 40 метров и более.
Ветви серые, кора серая или коричневая.
Листья зелёные или тёмно-зелёные (осенью жёлто-оранжевые или жёлто-коричневые), состоят из пяти, иногда семи листовых пластинок. Пластинки эллиптические или овальные, заострённые, тонко зубчатые.
Цветки однодомные, обоеполые, жёлтого или жёлто-зелёного цвета, с одним пестиком и 7—8 тычинками; собраны в прямостоячие кисти длиной 10—15 см.
Плоды представляют собой трёхстворчатые коробочки, имеющие гладкую поверхность без шипов (в отличие от конского каштана обыкновенного). Внутри содержится одно или несколько крупных семян красно-коричневого цвета с небольшими сероватыми рубчиками.

## Распространение и экология
Растение произрастает в восточной части Северной Америки. Весь ареал сосредоточен на территории США (штаты: Иллинойс, Индиана, Огайо, Пенсильвания, Западная Виргиния, Виргиния, Северная Каролина, Южная Каролина, Джорджия, Алабама, Теннесси, Кентукки).
Зоны морозостойкости (USDA-зоны) в пределах ареала варьируются от 7 до 5. При этом растение способно расти также в зоне 4 (в части источников указана и зона 3).
Конский каштан жёлтый — мезофит, произрастающий в основном на глубоких рыхлых плодородных почвах. На севере ареала является пойменным растением, на юге растёт на высоких горных склонах. Произрастает в лесах вместе с лириодендроном тюльпановым, липой американской, клёном сахарным, ясенем американским, дубом красным, дубом белым, берёзой аллеганской, елью красной, пихтой Фразера и т.д.

## Галерея
|                                      |  |  |
| Слева направо: лист, соцветие, плоды |  |  |